# Улица Архитектора Данини
У́лица Архите́ктора Дани́ни — улица в городе Пушкине Пушкинского района Санкт-Петербурга. Проходит от южного окончания Павловского шоссе у станции Павловск до железнодорожной линии. Фактически состоит из двух разорванных участков — от Павловского шоссе до улицы Ломоносова и от Гусарской улицы вдоль Казанского кладбища.
Название улице было присвоено 18 мая 2009 года в честь архитектора Сильвио Данини, одного из архитекторов Царского Села. Улица начинается от Отдельного парка, большая часть построек в котором создана Данини, а одно из зданий, построенных им, находится прямо напротив улицы (Павловское шоссе, 64).
В настоящее время застроена только северная (нечётная) сторона. Изначально улица юридически проходила от Павловского шоссе до улицы Ломоносова. 31 января 2017 года её официально удлинили до железнодорожной линии на 1,8 км.

## Застройка
- № 1/19 — жилой дом (2004[4])
- 3 — жилой дом (1998[4])
- 5 — жилой дом (2014, 2015[5])
- 7 — жилой дом (2008[4])
- 9 — жилой дом (2005[4])
- 11/6 — жилой дом (2011[4])
- 15, корпус 1, — жилой дом (2021[6])
- 15, корпус 2, — жилой дом (2021[6])
- 17, корпус 1, — жилой дом (2021[6])
- 17, корпус 2, — жилой дом (2021[6])
- 19, корпус 1, — жилой дом (2023[7])
- 19, корпус 2, — жилой дом (2023[7])
- 21, корпус 1, — жилой дом (2023[7])
- 21, корпус 2, — паркинг (2023[4])

## Перекрёстки
- Павловское шоссе / Павловская улица / Главная улица
- Малиновская улица
- улица Ломоносова